# Rezerwat przyrody Rogóźno Zamek
Rezerwat przyrody „Rogóźno Zamek” – leśny rezerwat przyrody w województwie kujawsko-pomorskim. Powołany Zarządzeniem Ministra Leśnictwa i Przemysłu Drzewnego z dnia 16 września 1974 r. na obszarze 28,39 ha w celu zachowania fragmentu wielogatunkowego lasu liściastego o charakterze naturalnym z udziałem jarzębu brekinii oraz wyjątkowo bogatym runem. Od roku 2006 zajmował większy obszar (71,9302 ha), zaś jego celem stało się ponadto zabezpieczenie i zachowanie źródlisk oraz wód rzeki Gardęgi. W grudniu 2017 powierzchnię rezerwatu skorygowano do 73,45 ha.
Obszar rezerwatu podlega ochronie ścisłej (73,09 ha) i czynnej (0,36 ha).

## Położenie
Rezerwat położony jest w całości w gminie Rogóźno w powiecie grudziądzkim, na obszarze będącym pod zarządem Nadleśnictwa Jamy.

## Charakterystyka

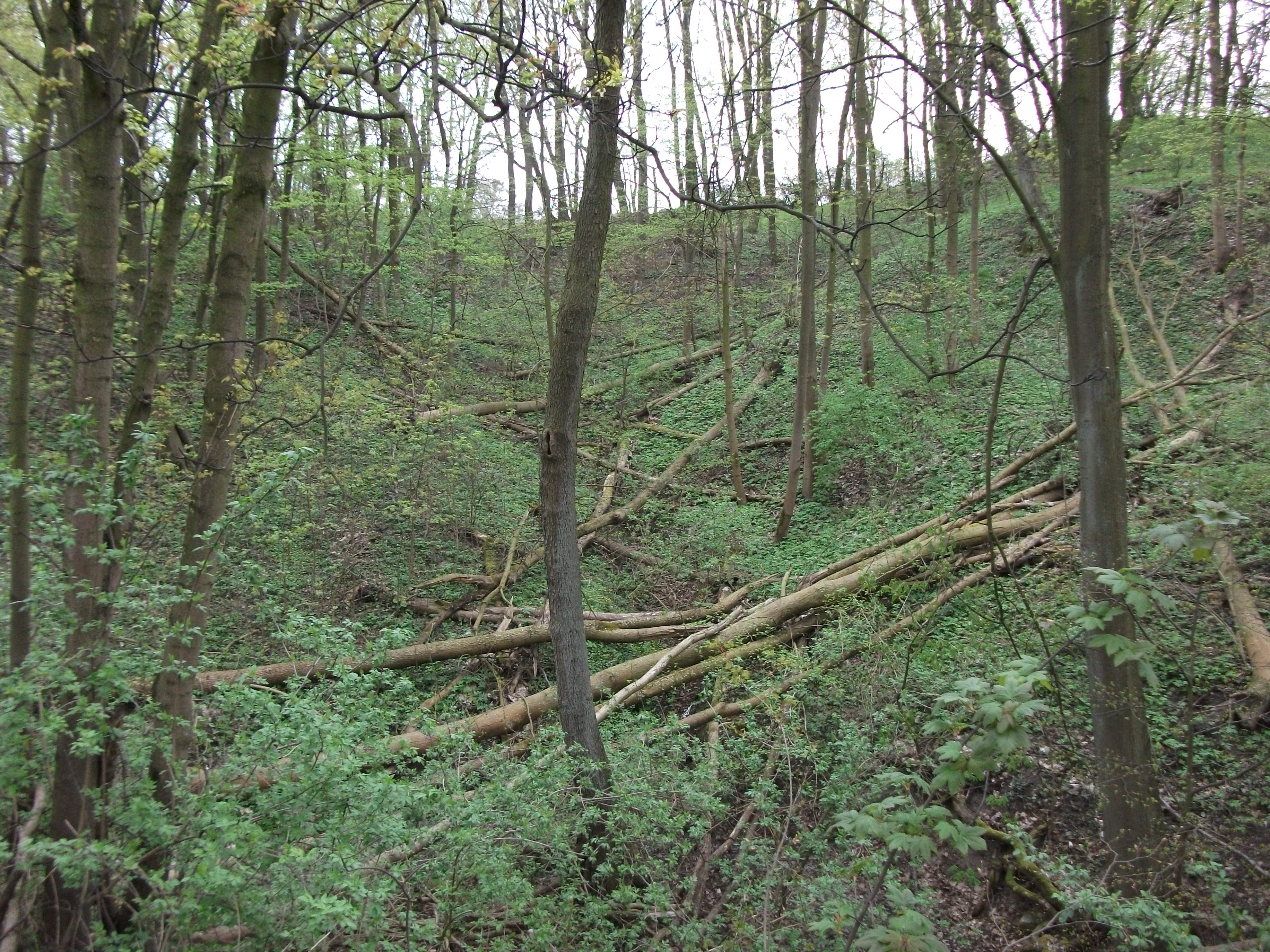
Rezerwat przyrody Rogóźno Zamek

Podstawowym obiektem ochrony w rezerwacie „Rogóźno Zamek” jest wielogatunkowy las liściasty, w którym wyróżnić można zespoły grądu zboczowego z udziałem klonu pospolitego, lipy drobnolistnej, klonu polnego, wiązu górskiego, dębu szypułkowego, a także grądu typowego z udziałem lipy drobnolistnej, grabu pospolitego, dębu szypułkowego, buka zwyczajnego, klonu pospolitego, wiązu polnego, wiązu górskiego, czeremchy pospolitej, sosny pospolitej. Największą osobliwością jest objęty w Polsce ochroną gatunkową jarząb brekinia. Skupisko dziesięciu tych drzew występujących na terenie rezerwatu uznano za pomnik przyrody. Są to okazy około 120-letnie o wysokości 14–18 metrów i obwodzie w pierśnicy 64–120 cm.
W skład rezerwatu wchodzi odcinek rzeki Gardęgi na odcinku około 7000 metrów oraz powierzchni 4,18 ha oraz jar wyżłobiony przez tę rzekę w wysoczyźnie morenowej. Jar charakteryzuje się bardzo stromymi zboczami o nachyleniu dochodzącym do 45°. Na dnie jaru występuje łęg olszowo-jesionowy z udziałem jesionu wyniosłego, wiązu polnego, czeremchy pospolitej, lipy drobnolistnej.

## Obiekty historyczne

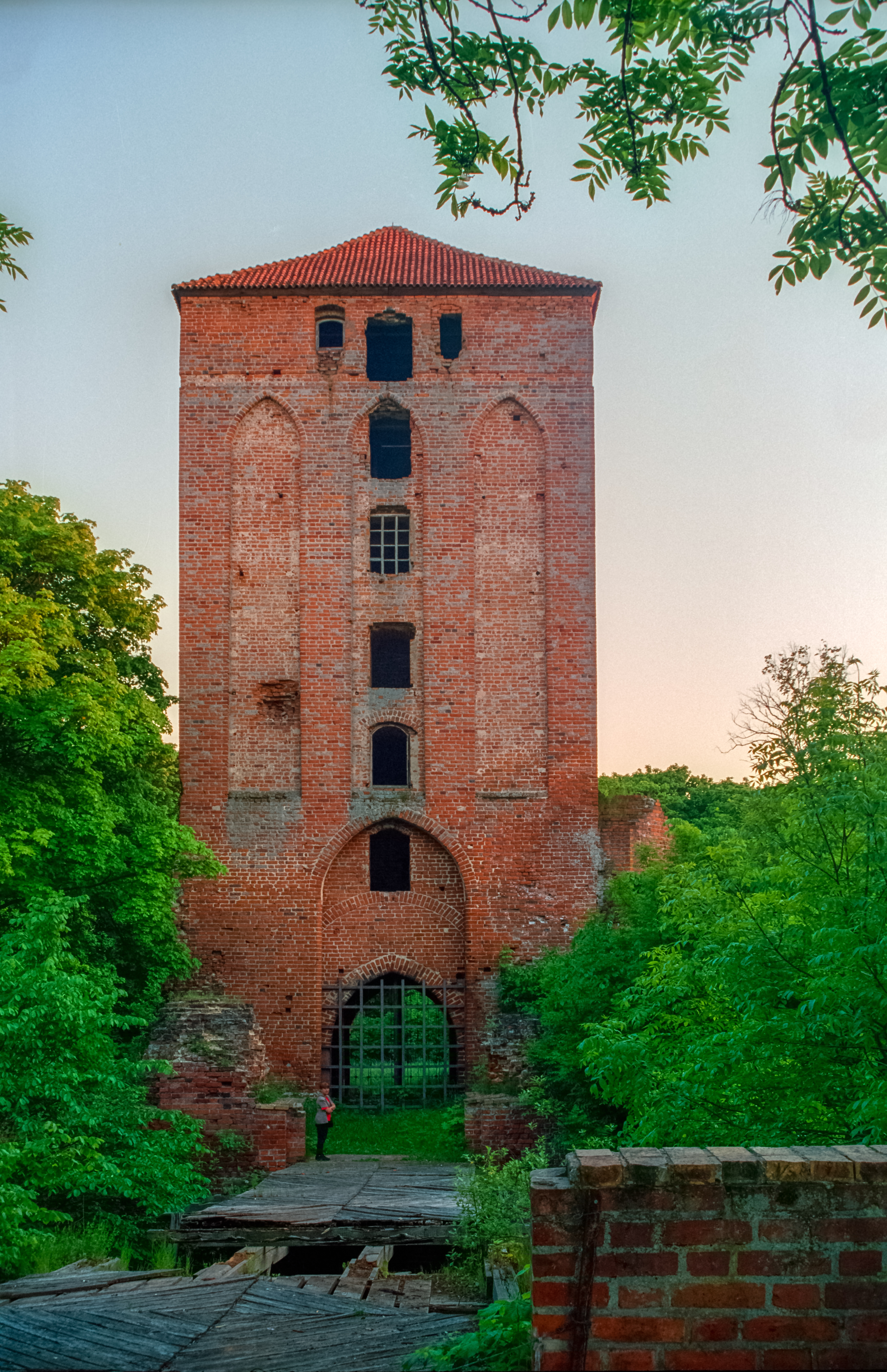
Wieża bramna

W południowo-zachodniej części rezerwatu „Rogóźno Zamek” znajduje się wzniesienie zwane górą zamkową, na której szczycie stoją ruiny zamku krzyżackiego wybudowanego w końcu XIII wieku. Zamek składający się z trzech części i zajmujący powierzchnię 55 400 m², był siedzibą komturów i wójtów krzyżackich. Obecnie na szczycie góry zamkowej zachowała się wieża zamku głównego oraz fragmenty murów obronnych. Pierwotnie zamek posiadał 22 wieże i 7 bram.